# Lista das portas de Roma
As Portas de Roma, situadas em sua maioria nas muralhas da cidade — como a Muralha Serviana e a Muralha Aureliana — serviam, basicamente, para estratégia militar, e também, para controlar o acesso à cidade em tempos normais. Eram fundamentais em casos de saúde pública, quando da ocorrência, por exemplo, de epidemias e pandemias, das pestes. Cercar as cidades com muralhas, como se fossem um imenso castelo, era de fundamental importância até os tempos modernos. Tratando-se de um grande império, como o Império Romano, que sempre esteve sob ameaça ou envolvido em grandes guerras, insurreições e golpes de estado, era imprescindível. Por isto, com as construções das muralhas, estas vias de acesso à cidade eram fortemente guarnecidas e bem cuidadas.

## Muralha Serviana

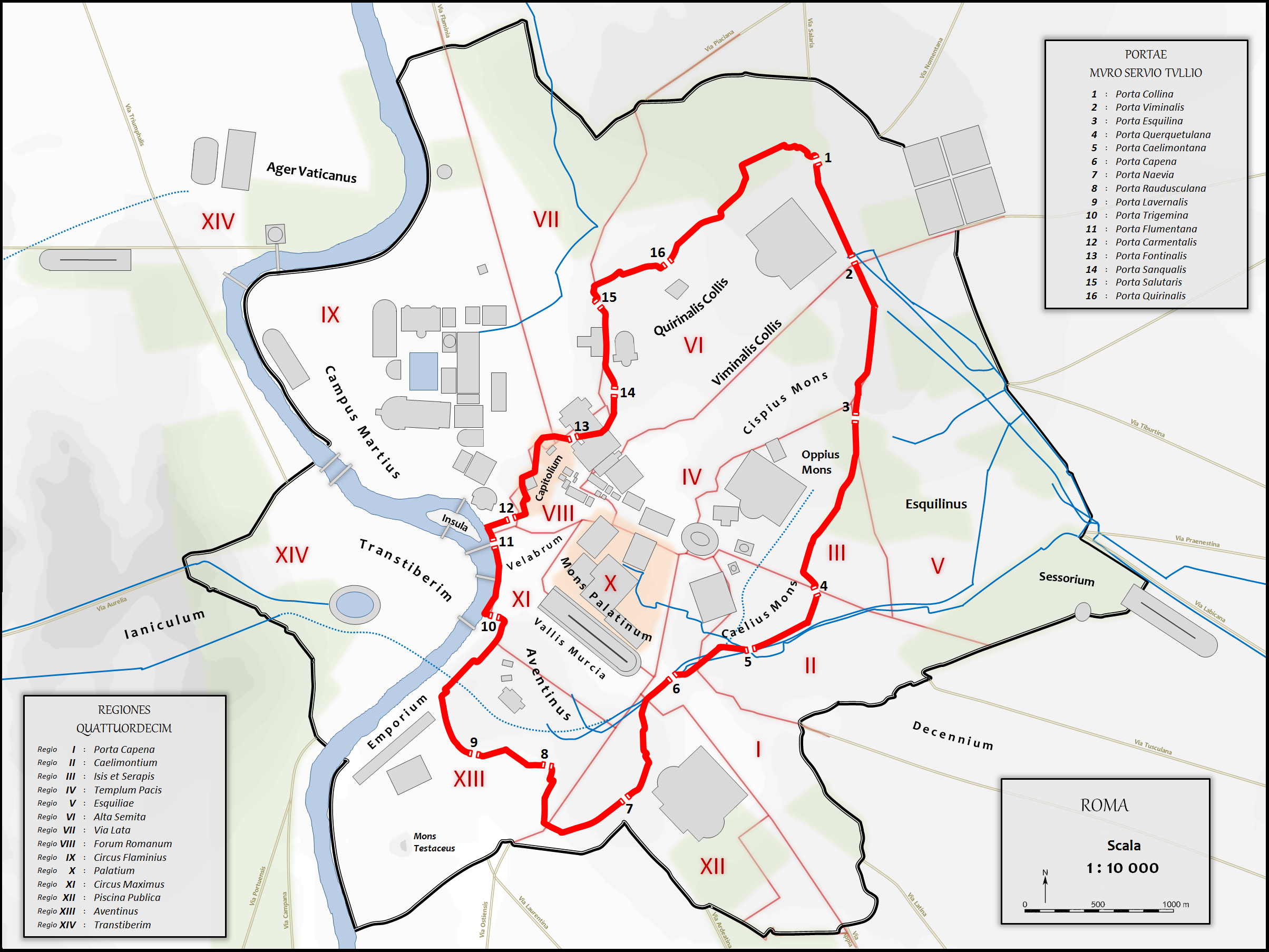
Muralha Serviana e suas portas.

Numeração de acordo com o diagrama ao lado.

### Sobreviventes
- 3. Porta Esquilina ("Arco de Galiano")
- 4. Porta Querquetulana ("Arco de Dolabela")

### Demolidas
- 1. Porta Colina
- 2. Porta Viminal
- 5. Porta Celimontana
- 6. Porta Capena
- 7. Porta Névia
- 8. Porta Raudusculana (ou Raudúscula)
- 9. Porta Lavernal
- 10. Porta Trigêmina
- 11. Porta Flumentana
- 12. Porta Carmental ("Porta Triunfal")
- 13. Porta Fontinal
- 14. Porta Sanqual
- 15. Porta Salutar
- 16. Porta Quirinal

- Porta Ratumena (existência incerta)

## Muralha Aureliana

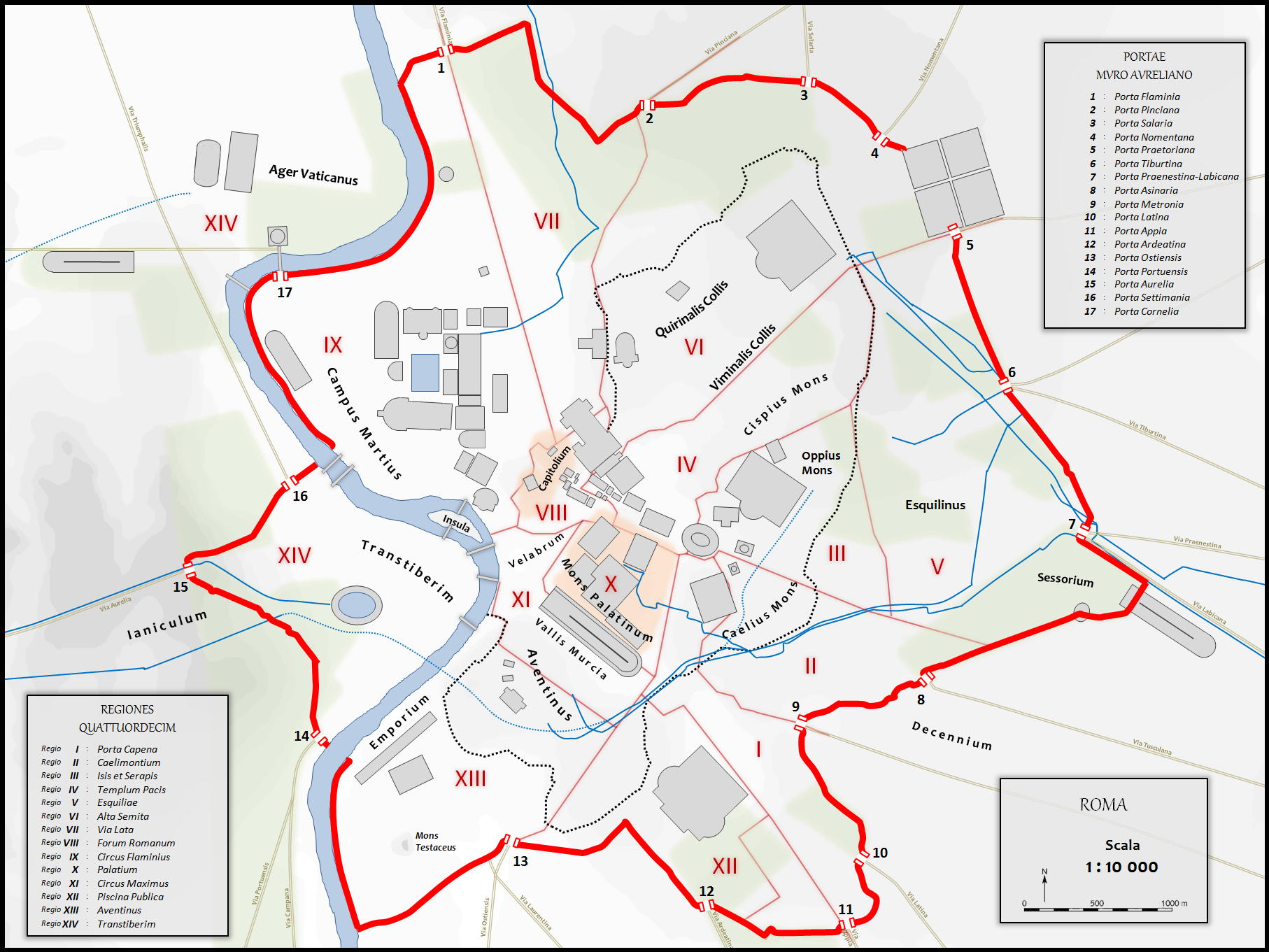
Muralha Aureliana e suas portas.

Numeração de acordo com o diagrama ao lado.

### Sobreviventes
- 1. Porta Flamínia ("Porta do Povo" ou "Porta del Popolo")
- 2. Porta Pinciana
- 4. Porta Nomentana
- 6. Porta Tiburtina
- 8. Porta Asinária
- 9. Porta Metrônia
- 10. Porta Latina
- 15. Porta Aurélia, demolida para a construção da Porta de São Pancrácio na Muralha do Janículo.
- 16. Porta Setimiana

- Porta San Giovanni (posterior)
- Porta Pia (posterior)

### Demolidas
- 3. Porta Salária
- 5. Porta Pretoriana
- 7. Porta Prenestina-Labicana ("Porta Maior")
- 11. Porta Ápia ("Porta San Sebastiano")
- 12. Porta Ardeatina
- 13. Porta Ostiense ("Porta de São Paulo")
- 14. Porta Portuense
- 17. Porta Cornélia

- Porta Clausa, do século V.

## Muralha do Janículo

### Sobreviventes
- Porta Portese
- Porta de São Pancrácio

## Muralha Leonina

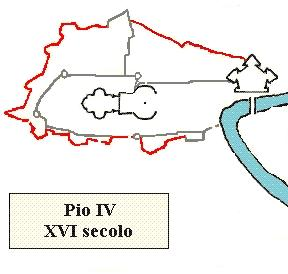
Diagrama da Muralha Leonina.

### Sobreviventes
- 6. Porta San Pellegrino, antiga Porta Viridaria.
- 8. Porta do Santo Espirito, antiga Posterula Saxonum.

### Demolidas
- 1. Porta Angelica
- 2. Porta Castelo
- 3. Porta Cavalleggeri (amurada), antiga Porta Turrionis.
- 4. Porta Fabrica (amurada), antiga Porta Fornacum.
- 5. Porta Pertusa (amurada)
- 7. Porta Sant'Angelo

## Portas não muradas
Embora não sejam parte das muralhas da cidade, a Porta Alquímica, hoje localizada nos jardins da Piazza Vittorio, no rione Esquilino é também muito conhecida. Muito conhecida é também a Porta Furba, que é uma abertura maior da Água Feliz para permitir a passagem da Via Tuscolana, no quartiere Tuscolano.